# Millicent
Millicent är en ort i Australien. Den ligger i kommunen Wattle Range och delstaten South Australia, omkring 340 kilometer sydost om delstatshuvudstaden Adelaide. Antalet invånare är 5 551.
Runt Millicent är det mycket glesbefolkat, med 7 invånare per kvadratkilometer.. Millicent är det största samhället i trakten.
Trakten runt Millicent består till största delen av jordbruksmark. Genomsnittlig årsnederbörd är 870 millimeter. Den regnigaste månaden är juli, med i genomsnitt 146 mm nederbörd, och den torraste är februari, med 14 mm nederbörd.